# Marsá al-Qantáwí

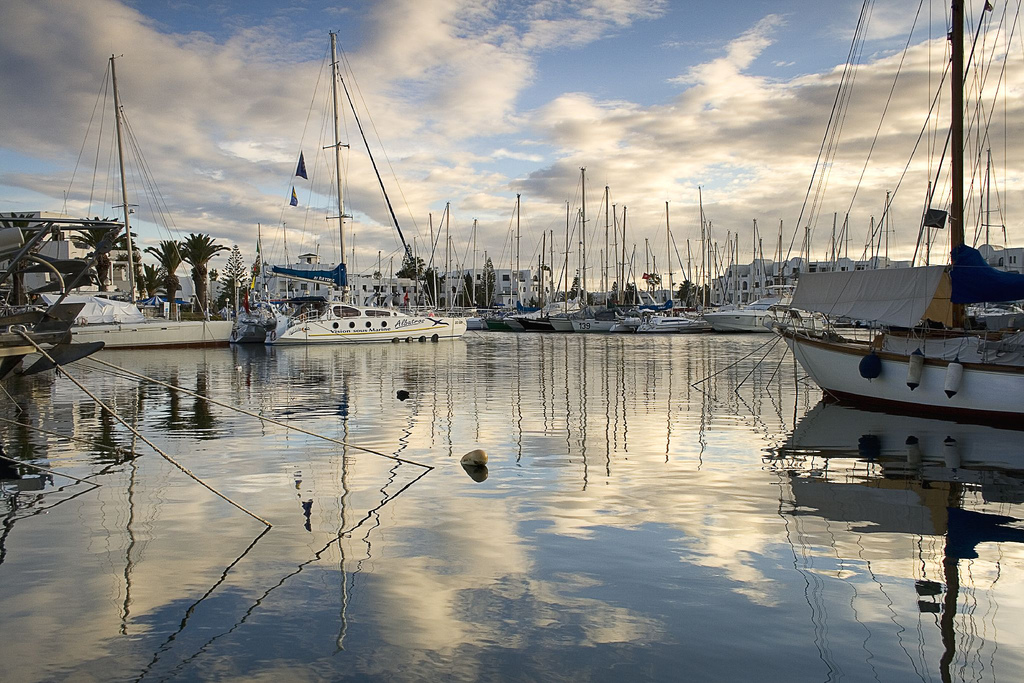
Umělý přístav pro jachty

Marsá al-Qantáwí (arabsky مرسى القنطاوي‎, francouzsky Port El-Kantaoui či zkrátka Kantaoui) je městečko na pobřeží Tuniska. Leží přibližně deset kilometrů severně od středu Súsy a příbřežní zástavbou plynule navazuje na její okraj. Bylo plánováno v sedmdesátých letech 20. století a následně založeno v roce 1979 jako turistické středisko s přístavem pro 340 jachet. Turistům nabízí rovněž golfové hřiště a uměle replikovanou klasickou tuniskou architekturu (i s medínou).
V červnu 2015 došlo v Marsá al-Qantáwí k masakru turistů osamělým útočníkem, který kalašnikovem zastřelil 38 turistů (převážně Britů) a dalších bezmála čtyřicet zranil.